# Операція «Удар»
Операція «Удар» (кит.: 天機：富春山居圖) — китайський фільм-бойовик 2013 року режисера Джей Суня.

## Сюжет
Знамениту китайську картину «Оселя в горах Фучунь» було вкрадено та продано на чорному ринку. Спеціальний агент Цзіньхан отримав завдання знайти картину. Тим часом Цзіньхан розлучився з дружиною через секретний характер його роботи, не знаючи, що його дружина також працює спеціальним агентом і теж шукає картину.

## У ролях
| Актор               | Роль                           |
| ------------------- | ------------------------------ |
| Енді Лау            | спеціальний агент Сяо Цзіньхан |
| Тонг Давей          | Ямамото Тосіо                  |
| Чжан Цзінчу         | Лінь Юянь                      |
| Лінь Чілін          | Ліза                           |
| Сіцінь Гаова        | імператриця                    |
| Арієль Айсінь-Гіоро | принцеса                       |
| Гуань Сяотон        | Сяо Юеюе                       |
| Тань Сонюнь         | принцеса-демон                 |